# Obszar Chronionego Krajobrazu Biedrusko
Obszar Chronionego Krajobrazu Biedrusko – obszar chronionego krajobrazu zlokalizowany w gminie Suchy Las w powiecie poznańskim (województwo wielkopolskie). Znajduje się na północ od Poznania (w bliskim sąsiedztwie miasta), na lewym brzegu Warty i obejmuje teren poligonu Biedrusko oraz przylegający doń od południowego wschodu obszar leśny.
Został utworzony na mocy Uchwały Nr XXV/138/95 Rady Gminy Suchy Las z dnia 7 sierpnia 1995 roku.
Powierzchnia obszaru liczy 7266,9 ha.

## Ogólna charakterystyka
Obszar Chronionego Krajobrazu Biedrusko obejmuje tereny wyróżniające się krajobrazowo o cennych wartościach przyrodniczych i naukowo-dydaktycznych. Dominuje krajobraz naturalny i półnaturalny. Znaczny obszar zajmuje falista wysoczyzna morenowa poprzecinana siecią rowów i niewielkich potoków, w dolinach których ukształtowały się torfowiska i trzęsawiska.
Ze względu na długotrwałą izolację od niektórych form działalności ludzkiej (spowodowaną obecnością poligonu), tereny te mają charakter unikatowy w skali regionu, a bogactwo flory należy do najwyższych w Wielkopolsce. Obszar charakteryzuje się wysoką lesistością oraz dużym zróżnicowaniem siedlisk, naliczono tu aż 170 zbiorowisk roślinnych rangi podstawowej. Występują tu m.in. suche wrzosowiska, murawy kserotermiczne i napiaskowe, łąki trzęślicowe i kośne, ziołorośla, torfowiska przejściowe, trzęsawiska i młaki oraz lasy – głównie grądowe i kwaśne dąbrowy z udziałem dąbrów świetlistych oraz zbiorowisk łęgowych i olsowych.

## Flora
Na terenie obszaru stwierdzono występowanie około 550 gatunków roślin naczyniowych, z czego 36 gatunków objęto ochroną prawną. Występują tu m.in.: storczyk krwisty, storczyk szerokolistny, storczyk kukawka, goździk pyszny, rosiczka okrągłolistna, kruszczyk szerokolistny, kruszczyk błotny, goryczka błotna, bluszcz pospolity, lilia złotogłów, widłak jałowcowaty, widłak goździsty, grążel żółty, długosz królewski, kłokoczka południowa, pełnik europejski, barwinek pospolity.

## Fauna
Występują tu następujące gatunki płazów: traszka zwyczajna, traszka grzebieniasta, kumak nizinny, grzebiuszka ziemna, ropucha szara, rzekotka drzewna, żaby zielone: wodna, jeziorkowa i śmieszka oraz żaby brunatne: trawna i moczarowa.
Z gadów najczęściej obserwowane są: padalec zwyczajny, jaszczurka zwinka, jaszczurka żyworodna, zaskroniec, żmija zygzakowata i gniewosz plamisty.
Ptaki drapieżne reprezentowane są przez takie gatunki, jak: bielik, kania rdzawa, kania czarna, myszołów, kobuz, pustułka, krogulec, trzmielojad, błotniak stawowy oraz sowy: puszczyk, uszatka i sowa błotna. Z ptaków wodno-błotnych występują tu m.in.: czapla siwa, bocian czarny, żuraw, bączek, łabędź niemy, gęś gęgawa, kaczki (krzyżówka, krakwa, cyraneczka i głowienka), łyska, kokoszka wodna, wodnik, zielonka, perkoz dwuczuby i rdzawoszyi, czajka, brodziec piskliwy i kszyk. Z zanikającymi ekosystemami łęgowymi związane są: dzięcioł średni, remiz, droździk, strumieniówka oraz dziwonia, a zarośla i zadrzewienia terenów otwartych zamieszkują dzierzby: gąsiorek i srokosz.
Do występujących na terenie obszaru przedstawicieli gromady ssaków należą m.in.: dzik, daniel, sarna, jeleń europejski, lis, królik, zając, borsuk, kuna leśna, łasica i bóbr europejski.

## Formy ochrony przyrody
Obszar Chronionego Krajobrazu Biedrusko pokrywa się częściowo z obszarem Natura 2000 „Biedrusko” PLH300001.
Obecnie na terenie obszaru nie ma żadnych rezerwatów przyrody, ale planuje się utworzenie rezerwatów „Sarnia Łąka” (torfowisko przejściowe ze stanowiskiem rosiczki okrągłolistnej i długosza królewskiego) i „Pełnikowy Rów” (dolina Rowu Północnego wraz z jego prawobrzeżnym dopływem, ochronie mają podlegać łąki trzęślicowe z bogatą populacją pełnika europejskiego, goździka pysznego, goryczki błotnej i wąskolistnej).
Od strony zachodniej do obszaru przylega rezerwat przyrody Gogulec.

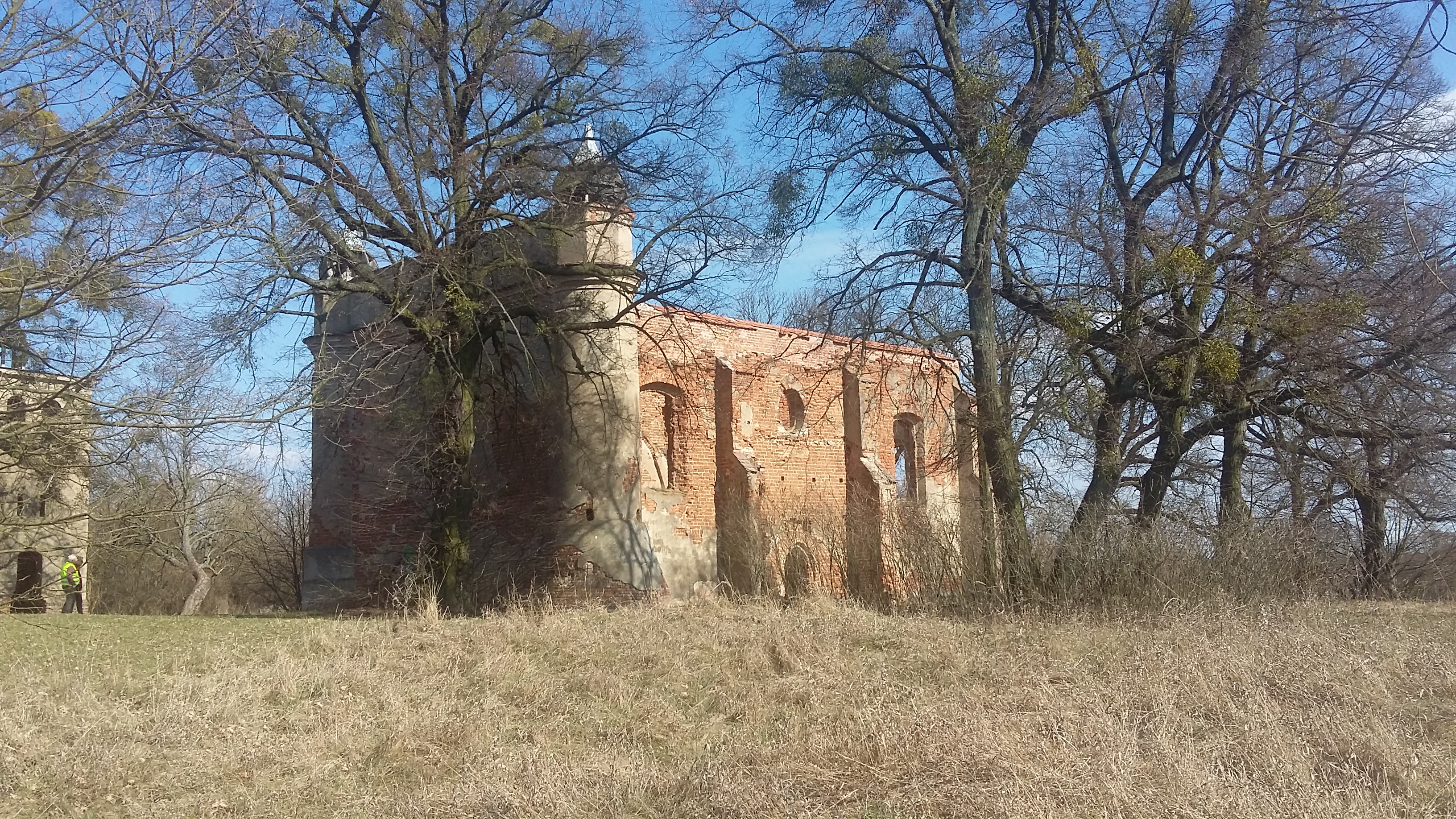
Ruiny kościoła w Chojnicy zlokalizowane w pobliżu trasy rowerowej biegnącej przez teren poligonu Biedrusko

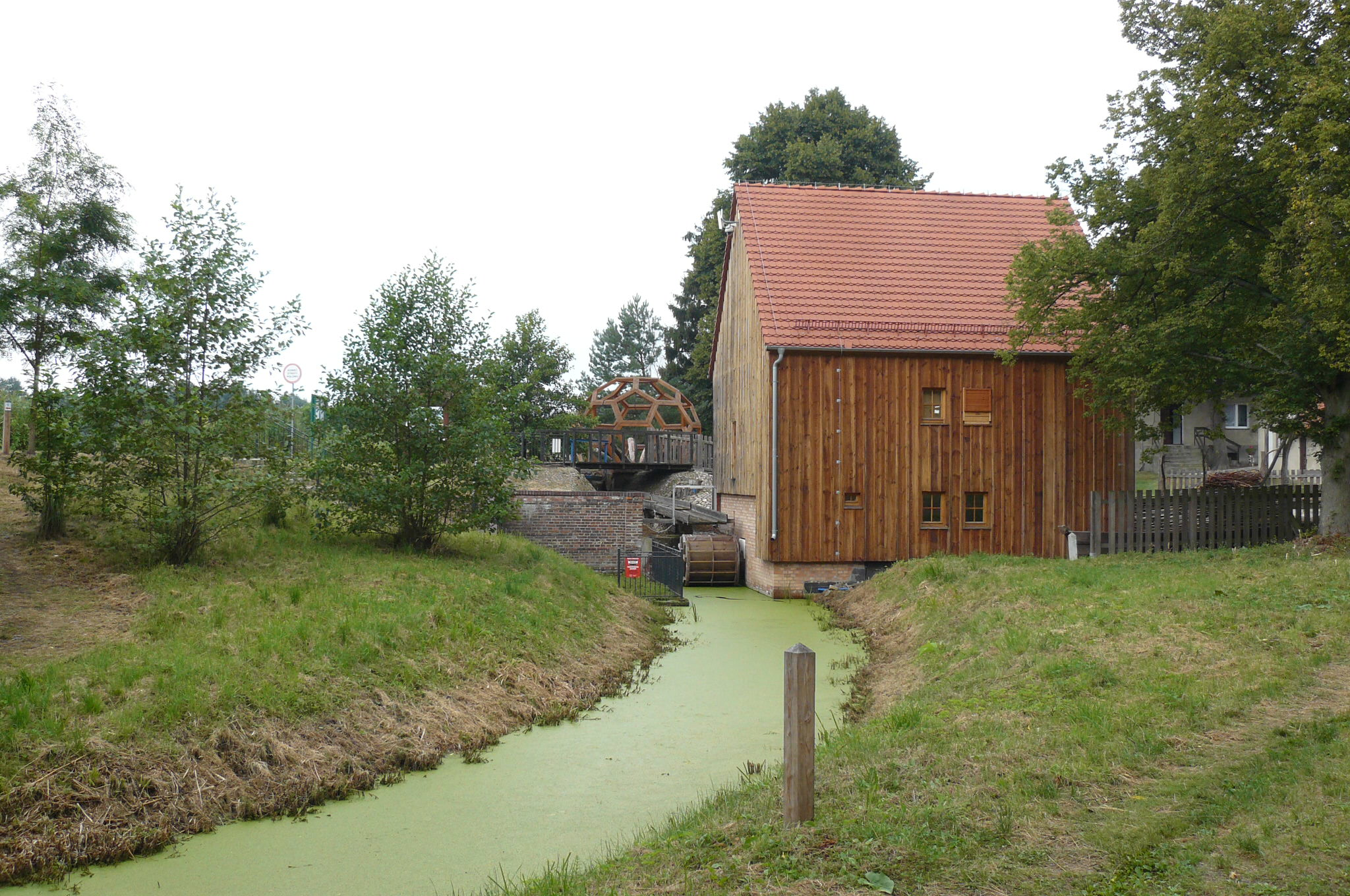
Ośrodek Edukacji Leśnej „Łysy Młyn”

## Turystyka
Obowiązuje całkowity zakaz wejścia, przejścia, wjazdu bądź przejazdu przez teren poligonu Biedrusko przez osoby nieposiadające stosownych uprawnień. Istniała możliwość przejazdu rowerem drogą Złotniki – Biedrusko w soboty, niedziele oraz dni ustawowo wolne od pracy na warunkach określonych regulaminem. Wspomniana trasa rowerowa stanowiła część Pierścienia Rowerowego dookoła Poznania i prowadziła przez nieistniejące już miejscowości Glinno, Łagiewniki i Chojnicę, w grudniu 2018 została jednak zlikwidowana i przemieszczanie się nią jest odtąd traktowane jako wykroczenie.
Oprócz tego wzdłuż lub w pobliżu granic Obszaru Chronionego Krajobrazu Biedrusko biegną trasy rowerowe:
- od strony wschodniej Nadwarciański Szlak Rowerowy (oznakowanie niebieskie )[8]
- od strony południowo-zachodniej i zachodniej szlak Poznań – Oborniki (oznakowanie żółte )[8]
- w południowo-wschodniej części obszaru asfaltowa ścieżka rowerowa z Radojewa (część Poznania) do Biedruska, oddana do użytku w 2018 roku. Biegnie przez teren obszaru wzdłuż drogi powiatowej nr 2406P oraz zalesionych granic poligonu Biedrusko. Po drodze mija się Ośrodek Edukacji Leśnej „Łysy Młyn”, na który składa się odrestaurowany młyn (znajduje się w nim m.in. ekspozycja poświęcona martwemu drewnu oraz leśne laboratorium) i malownicza ścieżka edukacyjna biegnąca wokół stawu[9][11].